# روبرت إميت سميث
روبرت إميت سميث (بالإنجليزية: Robert Emmet Smith)‏ هو مخرج فني أمريكي، ولد في 21 أغسطس 1914 في كاليفورنيا في الولايات المتحدة، وتوفي في 2 أغسطس 1988 في مقاطعة أورانج في الولايات المتحدة.

## وصلات خارجية
- روبرت إميت سميث على موقع IMDb (الإنجليزية)
- روبرت إميت سميث على موقع أول موفي (الإنجليزية)
- روبرت إميت سميث على موقع قاعدة بيانات الفيلم (الإنجليزية)